# Sisires
Sisires ou Xepsescaré, foi um faraó da V dinastia egípcia no Império Antigo que reinou entre 	2438 e 2431 a.C.. Foi provavelmente o sucessor de Neferircaré, embora alguns egiptólogos defendam que reinou depois de Neferefré. Não se sabem quais as relações familiares deste rei com outros da V dinastia.
Pouco se sabe sobre o seu reinado, que se julga ter tido a duração de sete anos, informação oriunda do Papiro Real de Turim e do historiador ptolemaico Manetão. O seu nome não foi incluído na lista real de Abido, mas encontra-se na lista real de Sacará. Quanto à Pedra de Palermo, importante fonte para o conhecimento do Império Antigo, encontra-se igualmente ausente, já que esta termina com Neferircaré.
Não se sabe se este rei mandou construir alguma pirâmide ou templo solar. Alguns autores atribuem-lhe uma pequena pirâmide inacabada em Abusir, situada entre a pirâmide de Sefrés e o templo solar de Userquerés. Esta pirâmide foi descoberta por uma equipa arqueológica checa na década de oitenta do século XX. As investigações sugerem que deveria ser uma das maiores pirâmides de Abusir; porém, talvez devido à morte prematura do rei, não chegou a ser concluída, ou melhor, a única coisa que se fez foi cavar o espaço onde ficaria a câmara funerária.